# Rap
 For alternative betydninger, se Rap (flertydig). (Se også artikler, som begynder med Rap)
Rap er også navnet på en af Anders Ands tre nevøer. Se Rip, Rap og Rup.
 Der er for få eller ingen kildehenvisninger i denne artikel, hvilket er et problem. Du kan hjælpe ved at angive troværdige kilder til de påstande, som fremføres i artiklen.

Rap er rytmisk sang med rim og er en central del af hiphop-kulturen. En person der synger rap kaldes en rapper.
Ordet rap er en forkortelse for de engelske ord "Rhythm and poetry" (rytme og poesi).
Rap kan leveres over et beat, eller uden et. Rap omhandler mange ting som f.eks. snak, poesi og sang. Den stammer fra Afrika, Caribien og USA. Genren har bredt sig vidt omkring siden starten af 1970'erne.
Den bedste rap i nutiden leveres med komplekse tekster, over et godt og avanceret beat, med mange multirim, og andre hip hop elementer. Det forklarer tit gadelivet, og omhandler ofte bl.a. kærlighed, stoffer og byture.

## Beskrivelse
Rap kommer af det amerikanske begreb: at slå, gentagende gange, repetativt.
Rap er typisk talt rytmisk lyrik som minder om sang eller prosa. Rap er også en del af sin egen subkultur, da der i rap findes egne begreber og ideologier. Rap er etymologisk betegnet som: "hurtig tale" og kommer muligvis af det engelske ord: "repartee" ( to repeat). Det er kendetegnet ved en grundrytme (beat), hvor en mandlig eller kvindelig "rapper" (den der taler: ord-holderen, også kendt som: M.C'eren ) fremsiger en slags monolog henover musikken. Monologen følger rytmen. Rap hører under Hip Hop kulturens fire grundelementer sammen med DJ'ing, Bboying og kunst (graffiti).
Rap deles typisk op i flere "grundelementer": tekstindhold, lyrik, flow (ordstrøm eller den hastighed ordene falder) og rytme samt poesi. Disse elementer er kernen i rap. En rapper kan have et hurtigt flow – som rapperen Twista, eller et langsomt flow – som rapperen The Streets.
Beatet, som rappen udføres henover, bliver ofte komponeret af kunstnere, der har specialiseret sig i dette. Nogle beats fremstilles ved at tage små dele fra andre stykker musik, såkaldte samples, og sætte dem sammen til ét stykke musik. F.eks. trommer fra én sang, guitar fra en anden sang, og bas fra en tredje, så man til sidst har et nyt unikt stykke musik. Denne form for kunstnere kaldes også producere, og ellers kan man blot rappe over et instrumental stykke musik

## Historie
Rappen stammer langt tilbage i den afrikanske kultur. Lang tid før USA overhovedet eksisterede, lavede afrikanske folkepoeter historier over trommer og ældre instrumenter. Fordi der er så lang tid mellem den moderne musik og de afrikanske rødder, er der et sammenhæng mellem de to ting, dog ikke perfekt. Men dog er denne forbindelse blevet indrømmet af rappere, de moderne folkepoeter, ord-snakkere, mainstreams nyheder.
Rappen har også rødder i den gamle blues-musik fra Mississippi, som først blev spillet af sorte, og meget få hvide mennesker.

### 70'erne
Rap-musikken bredte sig og endte bl.a. i Jamaica, hvor en imigrant ved navn DJ Kool Herc, leverede rap over et simpelt beat ved hans fester i de tidlige år af 1970. Som Herc forklarede i et interview fra 1989:
| Citat | Hip-Hop, the whole chemistry of that came from Jamaica, cause I'm West Indian. I was born in Jamaica. I was listening to American music in Jamaica and my favorite artist was James Brown. That's who inspired me. A lot of the records I played were by James Brown. When I came over here I just had to put it in the American style and a drum and bass. | Citat |
|       | |       |

Som betyder at han lyttede meget til James Brown, og da han kom til Amerika, lavede han det bare amerikansk stil.
Da 1970'erne nærmede sig deres slutning, var rappen bredt langt ud, til bl.a. New York, og fik endda også radio tid. Rapperne begyndte at lave musik, som passede godt til poppen, bl.a. via lyrikken og rimene. Melle Mel fra Grandmaster Flash and the Furious Five står ud som en af de tidligste rap sensationer.

### 80'erne
Rapperne betegnes ofte som stoddere med pistoler, og forbindes ofte med bander og kriminalitet. Fra 1970'erne og op til de tidligere år af 1980'erne satte Melle Mel fremtiden for rappen ved hans tekster om sociale ting, sammen med hans kreative ordspil.
Hip hop lyrikken fik sin ukronede konge med populariteten omkring Run-D.M.C.'s album Raising Hell, i midten af 1980'erne, især kendt for kollisionen mellem Aerosmiths sang Walk This Way. Dette album hjalp med at sætte den hårde tone og den høje lyriske standers i hip hop; Run-DMC råbte nærmest deres aggressive tekster ud til folket.
Rapgruppen N.W.A. (Niggaz With Attitude), som var en rapgruppe som blev dannet i Compton, Californien i 1986. N.W.A.. Gruppen var kendt for deres Gangsta rap og Old school hip hop, men nu er N.W.A. opløst.
Gruppen bestod af: Dr.Dre, Ice Cube, The D.O.C., DJ Yella, MC Ren, Arabian prince og Eazy-E. De er især kendt for deres album Straight Outta Compton.
80'erne så også en kæmpe reklamatisering af rap musikken, som bragte stor international succes. Rapmusikken bredte sig også meget i undergrunden, på dette tidspunkt. Rapmusik blev på denne tid holdt 'real' af folk fra ghettoen. Samtidig gik nogle også mainstream. På dette tidspunkt hørte man, hvordan god old school hiphop skulle lyde via bl.a. Run-D.M.C., LL Cool J og Public Enemy.

## Freestyle
En underkategori til Rap musikken er freestyle. Genrerne udspiller sig ofte som en konkurrence mellem to rappere, eller flere. Rapperne får et emne inden beatet begynder og improviserer løbende deres tekst til det. Ofte gælder det om at nedgøre sin modstander mest muligt.
I Danmark afholdes der årligt et DM kaldet MC Fight Night, men der afholdes også andre konkurrencer løbende - dog ikke i samme kaliber.
Rap kom til Danmark i sommeren 1982 på amerikansk engelsk. og blev komercielt udbredt da den danske rap musik gruppe: MC Einar udgav albummet "Den Nye Stil " hurtigt fulgt op af Rockers By Choice's: "opråb". Før dette var der dog små udgivelser og live optrædende fra bla: Mek Pek Party Band, Gunner NU Hansen og Michael Bremmer samt Shu Bi Dua som fint går under betegnelsen RAP

## Kendte rappere
Blandt berømte rappere kan nævnes: Eminem, The Notorious B.I.G., Tupac Shakur, Lil Jon, Jay Z, Ice Cube, Dr. Dre, Snoop Dogg, Drake, J. Cole og Kendrick Lamar.
Ydermere kan blandt berømte danske rappere nævnes: Kølig Kaj, L.O.C., Sivas, Benny Jamz, Gilli, Kesi, Branco, Artigeardit og Lamin.